# Euphorbia turpinii
Euphorbia turpinii är en törelväxtart som beskrevs av Pierre Edmond Boissier. Euphorbia turpinii ingår i släktet törlar, och familjen törelväxter. Inga underarter finns listade i Catalogue of Life.